# Salon Literaturverlag
Der Salon Literaturverlag (Eigenschreibweise: SALON LiteraturVERLAG) wurde in München 1997 von Ulrich Gschwendtberger und Franz Westner gegründet. Der Schwerpunkt des Portfolios beinhaltet Publikationen mit geschichtlichem Hintergrund. 
Zu den Autoren des Verlages gehören unter anderem der ungarische Dramatiker Gábor Görgey, Oliver Guenay, Wolfgang David, Thomas Hartwig, Walter Laufenberg und Tania Rupel.
Mit dem Ausscheiden Gschwendtbergers Ende 2013 erhielt der konzernungebunde Verlag einen Verlagsbeirat, der beratend die Programmgestaltung und das Marketing unterstützt. 
Der Salon Literaturverlag stellt sein Programm regelmäßig auf der Leipziger Buchmesse sowie weiteren nationalen und internationalen Messen aus.